# Neptunbad (Timișoara)

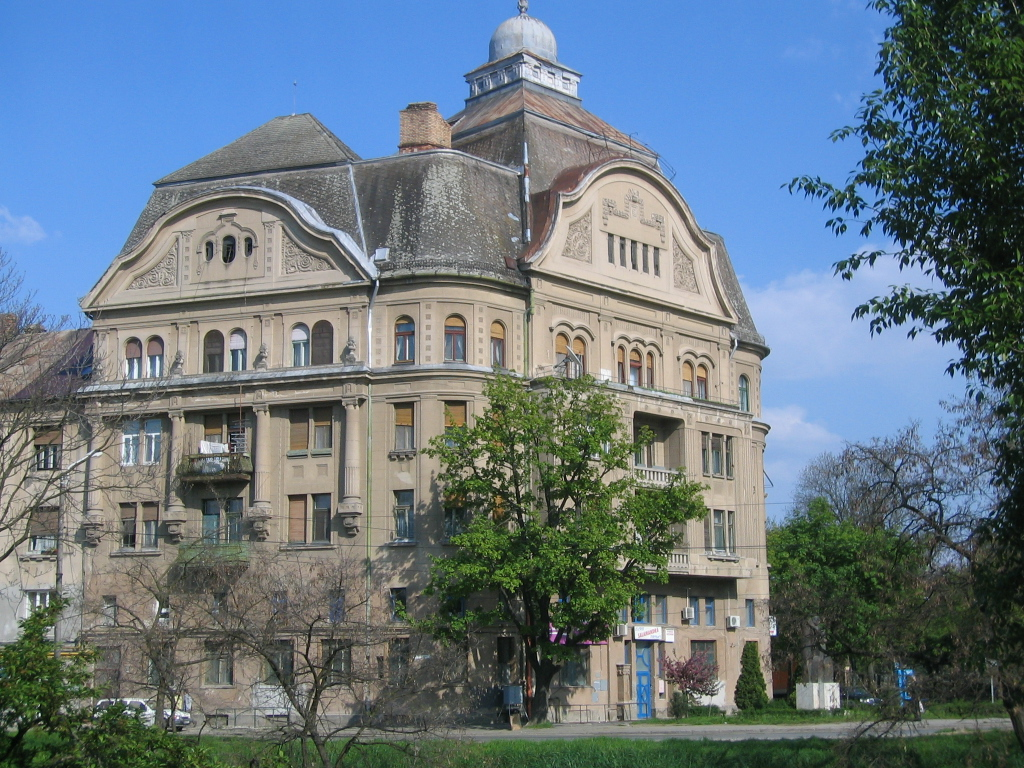
Baia Publică Neptun, das Neptunbad

Podul Decebal (auch Neptunbrücke) und das Neptunbad (2002)

Das Bad kurz nach seiner Errichtung

Neptunbad, auch Zentralbad, (rumänisch Baia Publică Neptun, Baia Neptun oder Baia Centrala) ist ein unter Denkmalschutz stehendes Gebäude in der westrumänischen Stadt Timișoara (deutsch Temeswar), in dem sich auch heute noch ein öffentliches Schwimmbad befindet. Es liegt in der Strada Ion Creanga Nr. 16 an der Grenze des II. Bezirks Fabric (deutsch Fabrikstadt) zum Innenstadtbezirk Cetate.

## Beschreibung
Das Gebäude wurde zwischen 1912 und 1914 von dem Architekten László Székely im Secessionsstil errichtet. Ursprünglich auch unter dem ungarischen Namen Hungaria fürdővel bekannt, sollte es die ehemaligen türkischen Bäder der Stadt ersetzen. 1919 gab es bereits neun Bäder in der Stadt.
Das Gebäude erhielt 1912 die Baugenehmigung und wurde 1914 fertiggestellt. Mit den Wellenformen an der Schauseite, den floralen Verzierungen im oberen Teil und den mit dorischen Säulen verzierten Seitenfassaden zeigt es Merkmale des architektonischen Stil der Wiener Secession. Das Dach zeichnet sich durch große, trapezförmige Formen und runde Kuppeln aus und soll vom Stil des Wiener Architekten Otto Wagner inspiriert worden sein. An der Vorderseite des Gebäudes sind die Initialen des Architekten László Székely zu sehen, der auch der erste Eigentümer des Gebäudes war.
Vom Neptunbad aus überblickt man den Bezirk Innere Stadt (rumänisch Cetate) und den Bega-Kanal, über welchen die benachbarte Podul Decebal führt. Der Parcul Poporului (deutsch Volkspark) liegt auf der anderen Seite des am Bad vorbeiführenden Bulevardul 3 August 1919.